# Monety próbne mosiężne (seria monet)
Monety próbne mosiężne – seria monet próbnych bitych w mosiądzu przez Mennicę Państwową w Warszawie. 

## Rys historyczny
Pierwszymi monetami PRL uznawanymi w XXI w. przez rynek kolekcjonerski za próbne były nominały od 1 grosza do 1 złotego, które powstały poprzez dobicie na egzemplarzach obiegowych wklęsłego napisu „PRÓBA”. W drugim dziesięcioleciu XXI w. ani w Narodowym Banku Polskim, ani w Mennicy Polskiej nie odnaleziono żadnych oficjalnych dokumentów dotyczących tej inicjatywy. Można się jedynie opierać ma wspomnieniach ludzi z tą historią związanych, z których najbardziej wiarygodna wydaje się być relacja Mieczysława Czerskiego:

...Jak to było z tymi monetami próbnymi? Zaproponowaliśmy (Władysławowi) Terleckiemu, który pracował w Mennicy, żeby wzorem okresu przedwojennego wybijać monety próbne. I on to załatwił. Ale to były monety obiegowe produkcji tzw. czeskiej: od 5 groszy do 1-złotówki. Na jednym z zebrań dostaliśmy zestawy tych prób. Niektórzy członkowie zaczęli je krytykować; napis jest wklęsły a nie wypukły, więc każdy może wybić napis „PRÓBA” Terlecki zgodził się wówczas na monety mosiężne pod warunkiem zwrotu otrzymanych. I to były pierwsze monety próbne, prawdopodobnie 100 kompletów. Niestety nie zachowały się żadne dokumenty z tego okresu ani u nas, ani w Mennicy...

Po raz pierwszy oficjalna informacja o monetach obiegowych z wklęsłym napisem „PRÓBA” i datą 1949 pojawiła się w: „Ilustrowanym katalogu monet polskich bitych w okresie 1916–1958" Władysława Terleckiego z 1960 r. Były to jednak jedynie monety bite w mosiądzu. Pierwsze odniesienie do monet aluminiowych z wklęsłym napisem „PRÓBA” pojawiło się w drugim wydaniu katalogu Władysława Terleckiego z 1965 r., jednak autor jednoznacznie nie uznawał ich jako monety próbne.

## Charakterystyka
Seria w wariancie podstawowym składa się z trzynastu wersji mosiężnych monet obiegowych od 1 grosza do 5 złotych, oznakowanych napisem „PRÓBA”. Na jedenastu monetach jest to napis wklęsły, na dwóch, o najwyższych nominałach 2 i 5 złotych – wypukły. Wklęsły napis „PRÓBA” na monetach od 1 grosza, do 1 złotego był dobijany ręcznie, stąd możliwe są różnice w jego położeniu. Istnieją również egzemplarze bez napisu „PRÓBA”. 
Wg katalogów z początku XXI w. każda moneta została wybita w nakładzie 100 sztuk. Mieczysław Czerski w swoich wspomnieniach nie podaje jednak żadnych dat, ani okresu kiedy monety te mogły zostać wybite. Również w Mennicy Polskiej w materiałach opisujących wybijane monety próbne nie ma po tych monetach śladu. Stąd przyjęty nakład (100 kompletów) należy uznać za niepewny i niepotwierdzony. 

## Lista monet próbnych mosiężnych
W skład serii wchodzą: 
| Lp. | Nominał   | Rok  | Średnica (mm) | Masa (g) | Napis „PRÓBA” | Projekt                                                 | Uwagi | Zdjęcie     |
| --- | --------- | ---- | ------------- | -------- | ------------- | ------------------------------------------------------- | --- | ----------- |
| 1   | 1 grosz   | 1949 | 14,7          | 1,3      | wklęsły       | Andrej Peter                                            | istnieje moneta próbna niklowa |             |
| 2   | 2 grosze  | 1949 | 16            | 1,6      | wklęsły       | Andrej Peter                                            | istnieje moneta próbna niklowa |             |
| 3   | 5 groszy  | 1949 | 20            | 3        | wklęsły       | Andrej Peter                                            | istnieje moneta próbna niklowa istnieje bardzo zbliżona w wyglądzie moneta próbna technologiczna w tombaku o masie 3,1 grama, z wklęsłym napisem „PRÓBA” |             |
| 4   | 5 groszy  | 1958 | 16            | 1,8      | wklęsły       | Andrej Peter                                            | | awersrewers |
| 5   | 10 groszy | 1949 | 17,6          | 2,1      | wklęsły       | Andrej Peter                                            | istnieje moneta próbna niklowa istnieje moneta próbna technologiczna w tombaku z poziomym, wklęsłym napisem „PRÓBA”                                      |             |
| 6   | 20 groszy | 1949 | 20            | 3,1      | wklęsły       | Andrej Peter (awers) Josef Koreň i Anton Hám (rewers)   | istnieje moneta próbna niklowa |             |
| 7   | 20 groszy | 1957 | 20            | 3,1      | wklęsły       | Andrej Peter (awers) Josef Koreň i Anton Hám (rewers)   | | awersrewers |
| 8   | 50 groszy | 1949 | 23            | 4,9      | wklęsły       | Andrej Peter (awers) Josef Koreň i Anton Hám (rewers)   | istnieje moneta próbna niklowa istnieje bardzo zbliżona w wyglądzie moneta próbna technologiczna w tombaku z wklęsłym napisem „PRÓBA”                    |             |
| 9   | 50 groszy | 1957 | 23            | 4,9      | wklęsły       | Andrej Peter (awers) Josef Koreň i Anton Hám (rewers)   | istnieje moneta próbna niklowa | awersrewers |
| 10  | 1 złoty   | 1949 | 25            | 6,7      | wklęsły       | Andrej Peter (awers) Josef Koreň i Anton Hám (rewers)   | istnieje moneta próbna niklowa |             |
| 11  | 1 złoty   | 1957 | 25            | 6,7      | wklęsły       | Andrej Peter (awers) Josef Koreň i Anton Hám (rewers)   | istnieje moneta próbna niklowa | awersrewers |
| 12  | 2 złote   | 1958 | 27            | 8,4–8,9  | wypukły       | Wojciech Jastrzębowski                                  | | awersrewers |
| 13  | 5 złotych | 1959 | 27            | 9,9–10,1 | wypukły       | Wojciech Jastrzębowski (awers) Józef Gosławski (rewers) | istnieje moneta próbna niklowa | awersrewers |

Na rynku kolekcjonerskim można czasami spotkać wersje próbne bite w mosiądzu innych monet niż wymienione powyżej. W takich przypadkach w katalogach nie podaje się zazwyczaj nakładów, a samo powstanie monet nie do końca jest jasne. Jako przykłady monet próbnych mosiężnych spoza podstawowej serii można wymienić 10 i 20 złotych z 1989 roku.